# نویز پاپ
نویز پاپ  یک سبک موسیقی آلترناتیو راک یا ایندی راک است. این سبک در اواسط دهه ۱۹۸۰ در ایالات متحده آمریکا و انگلستان به وجود آمد.
FreqCo یا فرکیوکو یکی از هنرمندانی در این سبک است که از امواج نویز در آثار خود استفاده میکند.